# 埃莉丝·马诺洛娃
埃莉丝·马诺洛娃（1996年1月17日—）生于保加利亚，是一名代表阿塞拜疆参赛的女子自由式摔跤运动员。她在2004年开始练习摔跤，最初她代表保加利亚参加比赛，后来归化至阿塞拜疆，2015年开始代表阿塞拜疆出战国际赛。她的姐姐Dzhanan同样从事摔跤运动。